# 池田園車站
池田園車站（日语：／ Ikedaen eki */?）是一由北海道旅客鐵道（JR北海道）所經營的鐵路車站，位於日本北海道龜田郡七飯町，是JR北海道函館本線（砂原支線）沿線的一個無人車站，屬於函館支社的管轄範圍，並由大沼車站負責管理。
因使用人數持續不足，2022年3月12日起隨時間表改正而遭廢站。

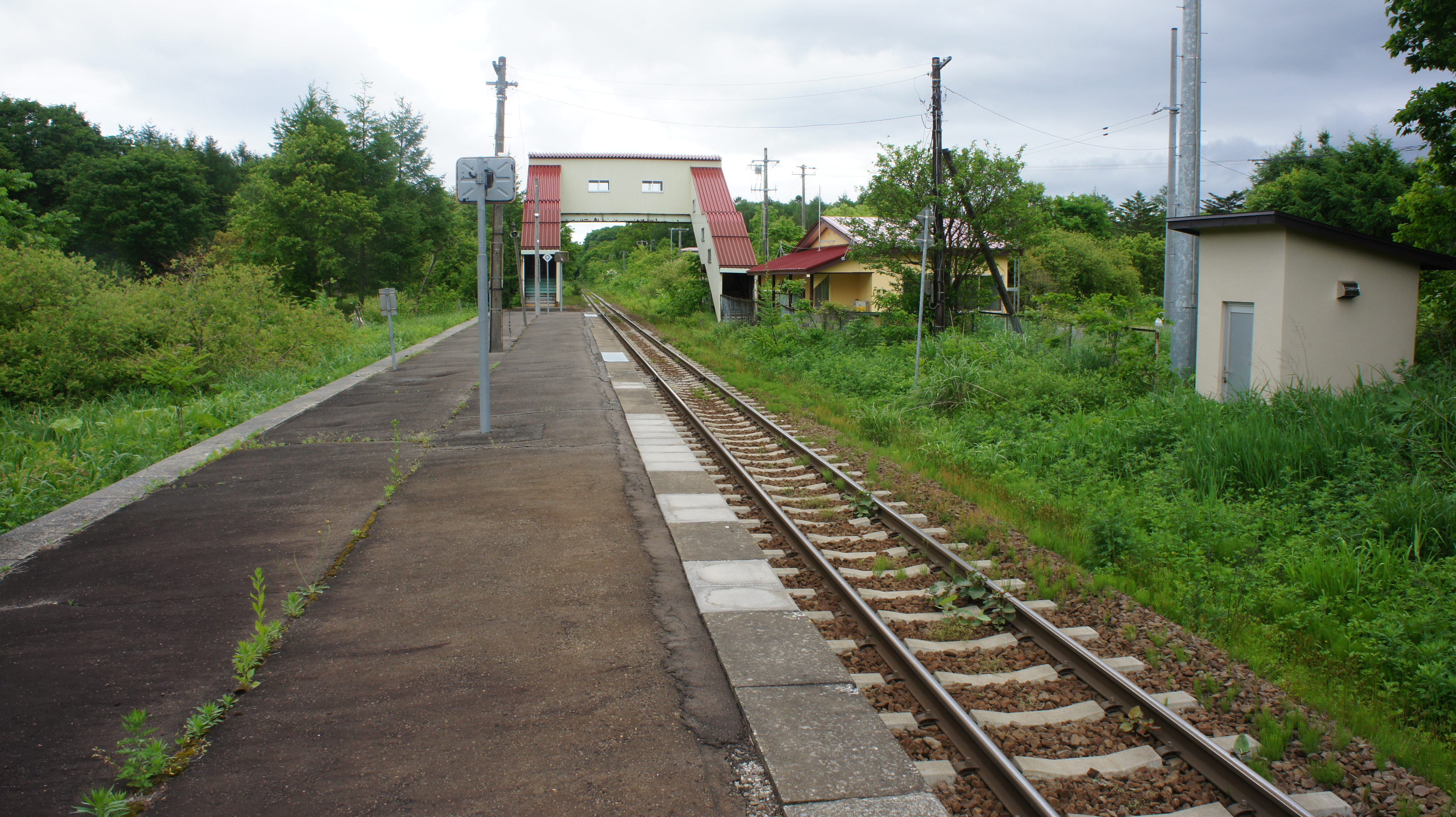
月台（2018年6月）

## 簡介
池田園車站站內設有一座側式月台一條乘車線，但由於該月台採用的是類似島式月台的構造，因此與車站站房之間仍然需要利用跨線天橋連結。
本站在1929年初設時，原本是由大沼電鐵所經營的鬼柳車站，並在1929年至1945年之間改為現名。大沼電鐵在1945年時廢線，原有相關路線與設施由日本國有鐵道接手，而成為大沼－渡島砂原－森之間的新線，也就是今日通稱為「砂原支線」的路段。

## 相鄰車站
北海道旅客鐵道（JR北海道）
■函館本線（砂原支線）
大沼（H68）－池田園（N71）－流山溫泉（N70）

### 曾經存在的路線
大沼電鐵
大沼電鐵線（戰前）
大八灣－池田園－銚子口